# Banatul
A Banatul háromnyelvű (román, magyar, német) képes havi kulturális folyóirat Temesváron 1926 és 1928 között.

## Leírása
Constantin Lahovary igazgatása alatt Grigore Ion szerkesztette. A kolozsvári Cultura nyomdokain haladva, annak hagyományait vállalta. "...bánáti román folyóirat – írta egyik magyar nyelvű vitacikkében a kiadó Sim. Sam Moldovan –, mely a Bánát tökéletes visszatükrözése érdekében a román vezérnyelv mellett bármely itteni nyelven megírt cikket eredeti nyelven közöl." Kezdeti időszakában román, magyar és német nyelven jelent meg, a továbbiakban fordításban közölte a kisebbségi írók műveit, tanulmányait. Román munkatársa volt Tudor Arghezi, Lucian Blaga, George Călinescu, Aron Cotruș, Sabin Drăgoi, Eugen Lovinescu, Ion Pillat, Gheorghe L. Spătariu; német munkatársa Franz Blaskovits, Arpad Mühle, Victor Orendi-Hommenau; a magyar írók közül Bechnitz Sándor, Franyó Zoltán, Jakabffy Elemér, Járosy Dezső, Rónai Antal nevével találkozunk. Hasábjain Ioachim Miloia terjedelmes tanulmányban ismertette Podlipny Gyula művészetét; a lap rendszeresen jelentetett meg reprodukciókat a temesvári művészek, így Gallas Nándor, Kristóf-Krausz Albert, Szuhanek Oszkár műveiről.